# Hermann Zvi Guttmann

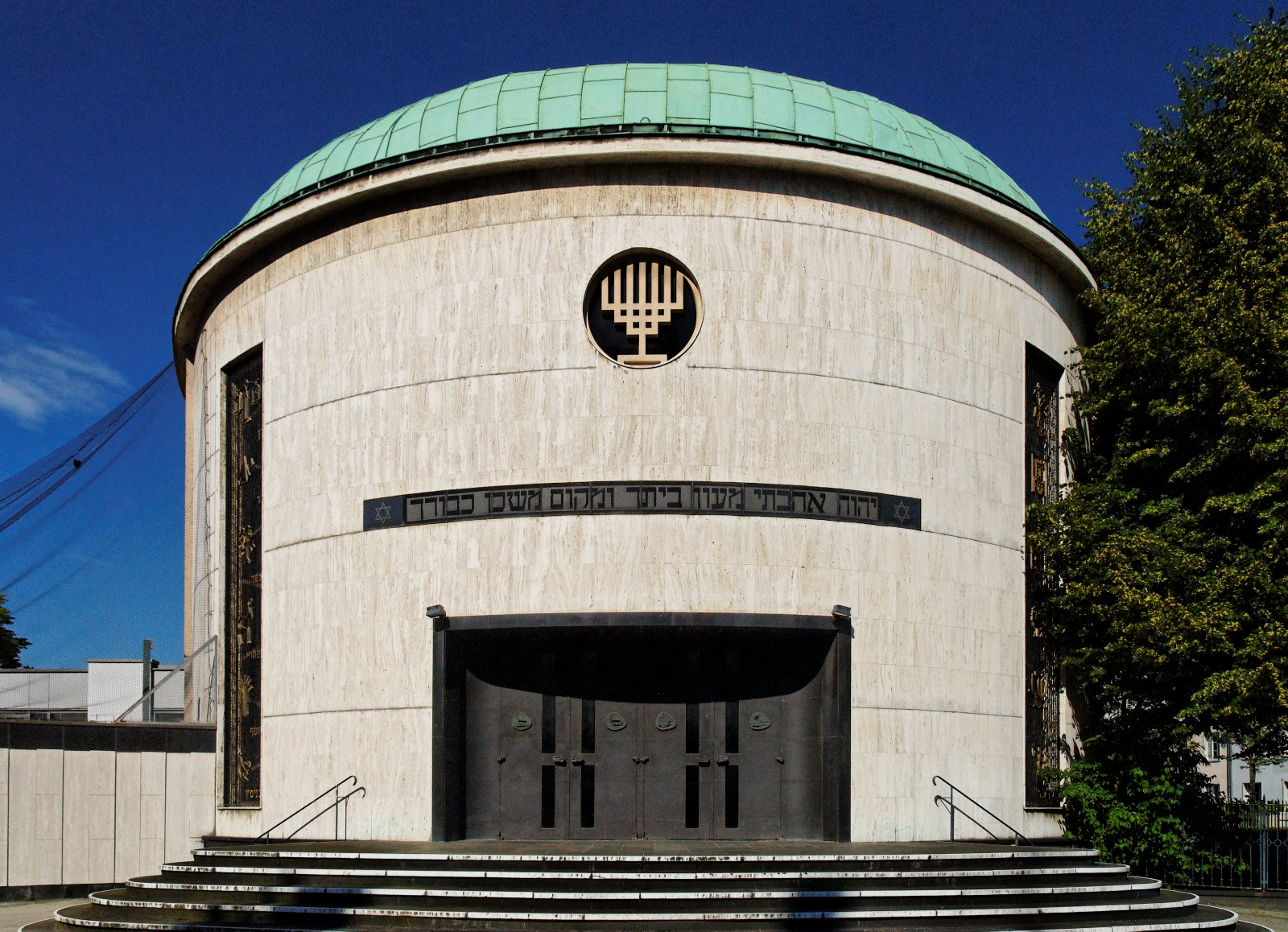
Nowa Synagoga w Düsseldorfie

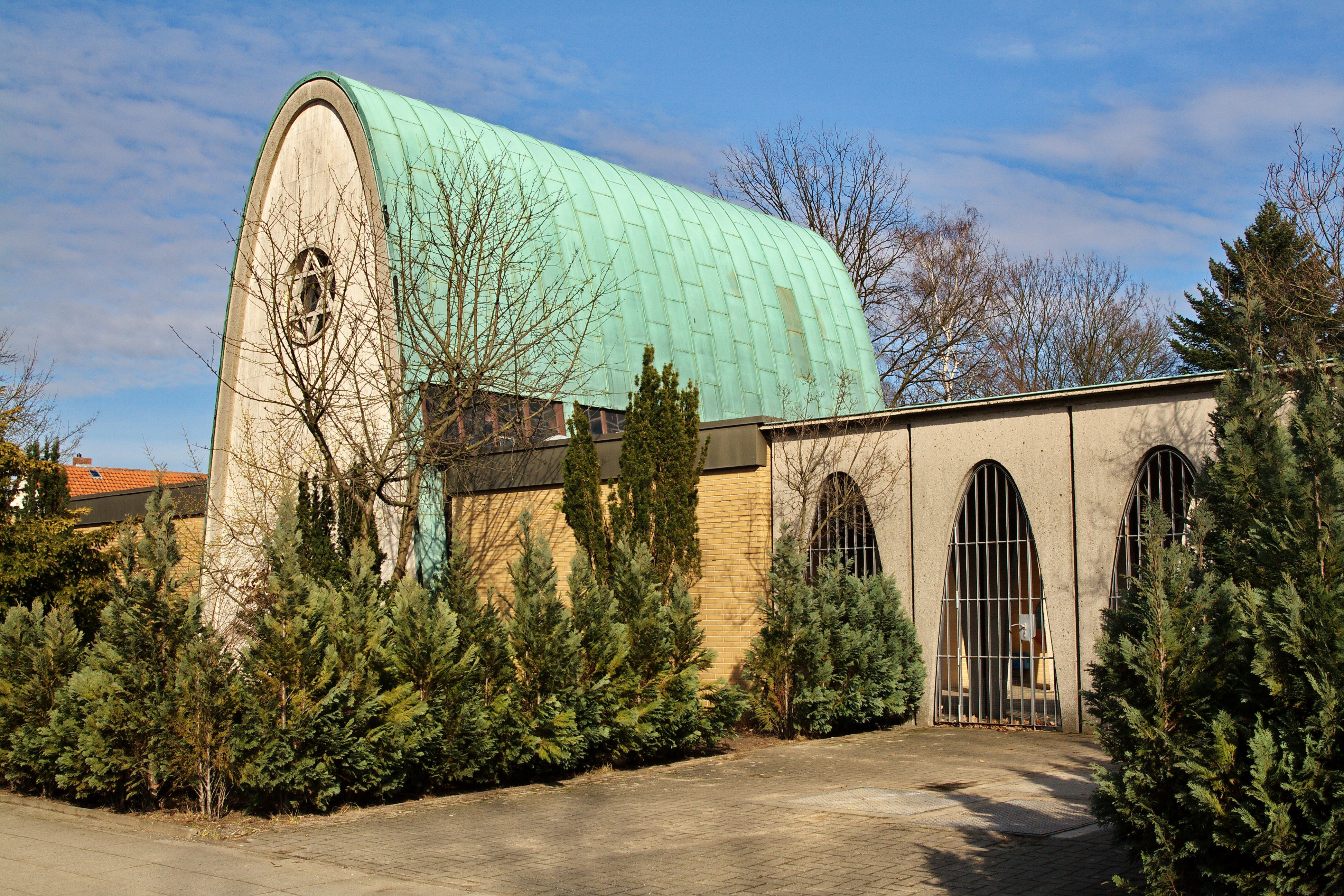
Kaplica na cmentarzu Bothfeld w Hanowerze

Hermann Zvi Guttmann (ur. 13 września 1917 w Bielsku, zm. 24 lipca 1977 we Frankfurcie nad Menem) – niemiecki architekt żydowskiego pochodzenia, pierwszy budowniczy synagog w powojennych Niemczech.

## Życiorys
Wychowany w śląskim Bielsku (dziś Bielsko-Biała), studiował przed wojną germanistykę i filozofię na Uniwersytecie Jagiellońskim. W 1939 r. uciekł do okupowanego przez Sowietów Lwowa, podejmując studia architektoniczne na tamtejszej politechnice. Po wojnie przeniósł się do Monachium, kończąc edukację i zyskując dyplom inżyniera na Monachijskim Uniwersytecie Technicznym. Zamieszkał we Frankfurcie nad Menem i tam rozpoczął działalność zawodową.
Do jego najważniejszych dzieł należą:
- 1953-1958: Nowa Synagoga w Düsseldorfie
- 1956: synagoga w Offenbach nad Menem (przebudowana w 1997)
- 1960: kaplica na cmentarzu żydowskim Bothfeld w Hanowerze
- 1963: synagoga i centrum kultury przy Häckelstraße w Hanowerze
- 1967-1969: synagoga w Osnabrücku

Jego koncepcje teoretyczne dotyczące budowy synagog, a także projekty, plany i fotografie wzniesionych budowli, zawarte zostały w wydanej w 1989 r. przez Sophie Remmlinger i Klausa Hofmanna książce Vom Tempel zum Gemeindezentrum. Synagogen im Nachkriegsdeutschland (Od świątyni do ogniska gminy. Synagogi w powojennych Niemczech).